# Theガッツ!
『Theガッツ!』（ザ ガッツ）は、May-Be SOFTのアダルトゲーム、および同作をはじめとするシリーズ作品である。第2作以降はオーサリングヘブンから発売、2012年時点での最新作はコンプリーツから発売されている。

## 概要
第1作『Theガッツ!』はMay-Be SOFTより1999年に発売された。
粗筋としては、恋人にその軟弱な体をバカにされてフラれた青年が、一念発起して肉体労働で身体を鍛え男を上げるために、工事現場のアルバイトを始めるが、そのバイト先は仕事を離れても肉と肉とがぶつかり合う凄まじい「肉体労働」の現場であった、という作品である。また、コメディと名乗っているだけあり、ストーリーは一貫して明朗である。以来、シリーズ化された本作品は、鍛えられた筋肉などへのフェティシズムを重要な要素する「マッシヴ・エロチック・コメディ」というジャンルを自称する。
メインヒロインであるタカさんこと高原美奈子を筆頭に、女らしさを完全に超越した筋肉キャラのオンパレード。このゲームの他に類を見ない特色としては、世に主人公がヒロインを襲うアダルトゲームは数多くあれども、本作の主人公はヒロインを襲わず（というより襲えず）、逆にヒロインに襲われる上にしかも襲われたならば（ほとんどのケースで体力差のために）絶対逃げられない、という圧倒的に女性優位な独特のストーリー展開がある。その他、マウスのボタン連打などアダルトゲームでは通常用いられないような作業もゲーム進行において必要となる。
2000年に発売された第2作『Theガッツ!2 〜海でガッツ!〜』は、コンプリーツの処女作としてオーサリングヘブンブランドから発売。なお、コンプリーツは、『Theガッツ!』の製作スタッフが独立して設立されたソフトハウスである。以降、『Theガッツ!5』まで年に1作のペースでコンスタントに新作がリリースされた。DVDPG版としては、『Theガッツ!2＆3 DVDPG』および『Theガッツ!4＆5 DVDPG』、『Theガッツ! -マキシマム・マタニティ!- DVDPG』がN43 Projectから発売されている。2005年にはKNSエンタテインメントよりゲーム内で使用された楽曲を収録した『Theガッツ! サウンドコレクション 〜Queen of Muscle〜 KIRIKO / HIKO Sound』が発売された。また同2005年にはアニメ化作品（OVA）が発売されている。
シリーズ第6弾となる『Theガッツ!麻雀』（初期タイトル『Theガッツ!6 〜麻雀でガッツ!〜』）が2004年にオーサリングヘブンから予定されていたものの、度重なる発売延期を経て、未発売の状態が続いている（なおソフ倫の審査は通過しており、JANコードも取得されている）。当初は2004年夏の発売予定と告知されたが、2005年4月28日発売予定→2005年5月20日発売予定→2005年10月7日発売予定と延期されていき、最終的に「発売時期未定」となり現在に至る。余談となるが、ソフトハウスであるコンプリーツでは別の作品でも類似ケースがあり、麻雀ゲーム『まままーじゃん』が2008年より長期にわたり発売予定・時期未定となっていたものの、最終的には2011年に発売されている。
ソフトハウスの初期のヒットシリーズながら2004年以降は新作リリースが途絶えていたが、2012年には新作『Theガッツ! -マキシマム・マタニティ!-』がコンプリーツブランドより発売となった。
ちなみに、シリーズ各作品は、コンプリーツの「ボクのヒミツたいけん」シリーズと世界観を共有している（ただし学園モノのスピンオフ作品『Theガッツ!4』は除く）。『Theガッツ!3』の舞台である「酒田旅館」は、ヒミツたいけんシリーズ第3作の『ボクの「なつやすみ」ヒミツたいけん』の舞台となっており、ゲストキャラとしてタカさんも登場している。

## タイトルリスト
- Theガッツ! - 1999年[14] （May-Be SOFT）
  - Theガッツ!Remix - 2001年[15] （オーサリングヘブン） - 『Theガッツ!』ボイス追加版
- Theガッツ!2 〜海でガッツ!〜 - 2000年[8] （オーサリングヘブン）
- Theガッツ!3 〜山でガッツ!〜 - 2001年[9] （オーサリングヘブン）
- Theガッツ!4 〜私立ガッツ学園!〜 - 2002年[10] （オーサリングヘブン）
- Theガッツ!5 - 2003年[11] （オーサリングヘブン）
- Theガッツ!6 〜麻雀でガッツ!〜／Theガッツ!麻雀 - （未発売）
- Theガッツ! -マキシマム・マタニティ!- - 2012年 （コンプリーツ）

DVDPG
- Theガッツ!2＆3 DVDPG - 2008年 （N43 Project）
- Theガッツ!4＆5 DVDPG - 2008年 （N43 Project）
- Theガッツ!-マキシマム・マタニティ!- DVDPG - 2013年 （N43 Project）

## OVA
2005年、アダルトアニメのOVA作品がアニメアンテナ委員会により制作され、同社の「ANi-AN」レーベルより発売された。
なおVOL.1は、発売元がアニメアンテナ委員会と販売元がANIMACであったが、VOL.2は、発売元・販売元ともにアニメアンテナ委員会となっている。
アニメアンテナ委員会からは、本作品のサントラ盤『THEガッツ! The ANIMATION オリジナルサウンドトラック』もリリースされた。
1. THEガッツ! VOL.1：2005年2月25日発売[16]
2. THEガッツ! VOL.2 〜タカさん出陣〜：2005年9月22日発売[17]

### OVAキャスト
- 高原美奈子（声：乃本唯名）
- 大島睦月 （声：北都南）
- 早坂彰 （声：藤井舞）
- 谷川晴美 （声：RUMI）
- 三池寛子 （声：北条明日香）
- 矢口文子  （声：深井晴花）
- 松っちゃん （声：柴田秀勝）※特別友情出演
- 梅ちゃん （声：伴風太）
- 竹ちゃん （声：大島圭介）
- 彼女（声：春野かえる）
- 女A（声：みずきみらい）
- 女B（声：山野幸）

### OVAスタッフ
- 原作 - コンプリーツ
- プロデューサー - 村上恒一
- 監督・演出・絵コンテ・キャラクターデザイン・作画監督 - 荒木英樹
- 脚本 - 村上恒一（『VOL.1』） / 香月ルナ（『VOL.2』）
- 音響監督 - 中川達人